# Davide Nardini
Davide Nardini (Seriate, 29 marzo 1999) è un nuotatore italiano, vincitore della medaglia di bronzo alle Universiadi 2019 nella staffetta 4x100 stile libero.

## Biografia
Alle Universiadi di Napoli 2019 ha ricevuto il bronzo nella staffetta 4x100 m stile libero, con Giovanni Izzo, Ivano Vendrame e Alessandro Bori. Nei 50 m dorso si è classificato 26º ed è stato eliminato in batteria.
Palmarès
- Universiadi

Napoli 2019: bronzo nella 4x100m sl.